# Guy de Kerimel

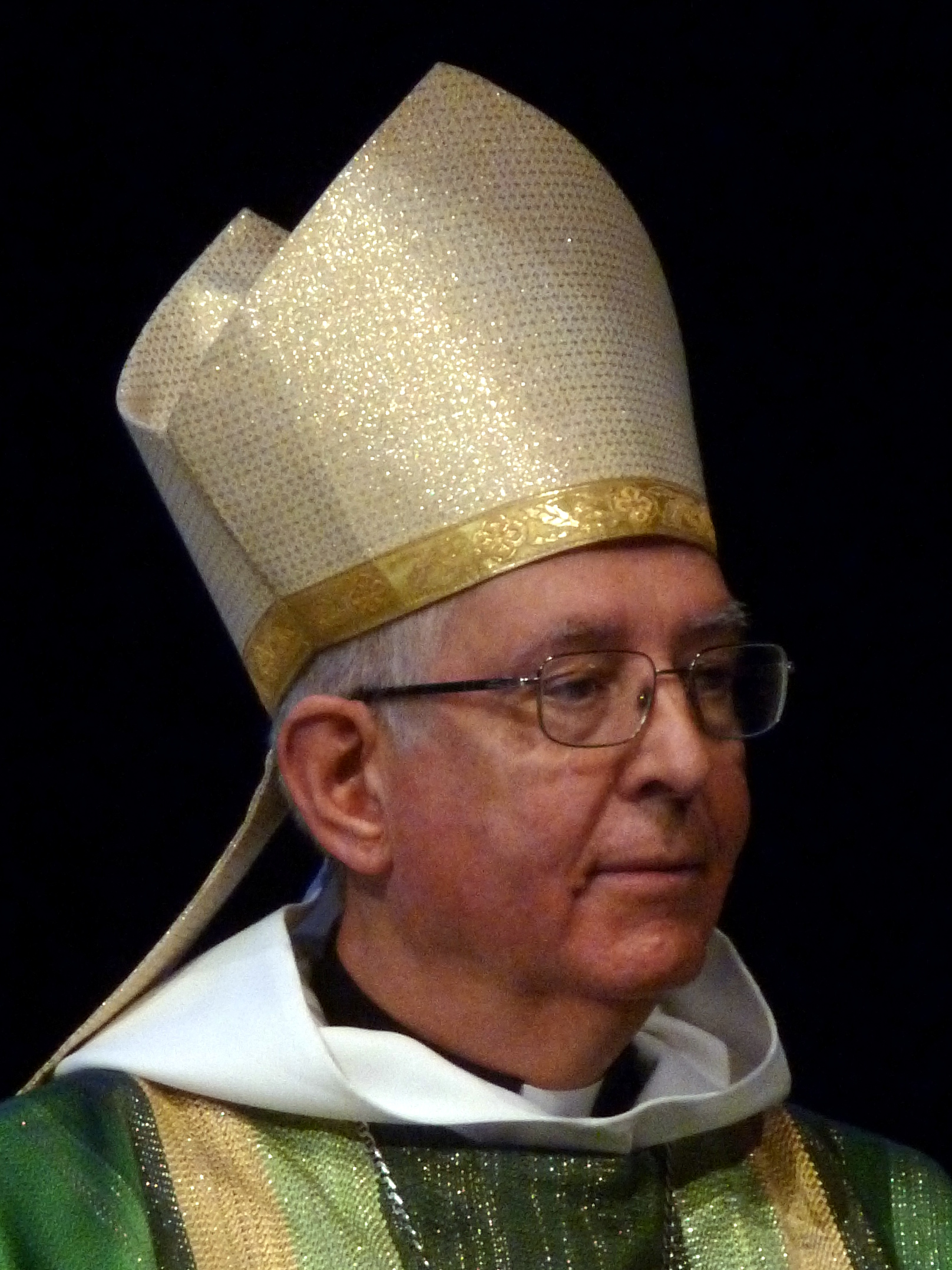
Bischof Guy de Kerimel (2015)

Wappen als Erzbistum Toulouse

Guy André Marie de Kerimel (* 7. August 1953 in Meknès, Marokko) ist ein französischer Geistlicher und römisch-katholischer Erzbischof von Toulouse.

## Leben
Guy de Kerimel trat nach einem Geschichtsstudium an der Sorbonne in das Französische Priesterseminar in Rom ein und studierte Philosophie und Theologie an der Päpstlichen Universität Gregoriana. Am 29. Juni 1986 wurde er als Mitglied der Gemeinschaft Emmanuel für das Erzbistum Aix zum Priester geweiht.
Am 19. Februar 2001 ernannte ihn Johannes Paul II. zum Weihbischof in Nizza und Titularbischof von Casae Medianae. Die Bischofsweihe spendete ihm der Bischof von Nizza, Jean Bonfils SMA, am 17. Juni desselben Jahres im Palais des Congrès Acropolis in Nizza. Mitkonsekratoren waren der Erzbischof von Marseille, Bernard Panafieu, und der Erzbischof von Aix, Claude Feidt. Als Wahlspruch wählte er Manebitis in dilectione mea („Bleibt in meiner Liebe“).
Am 6. Mai 2004 ernannte ihn Papst Benedikt XVI. zum Koadjutor von Bischof Louis Dufaux von Grenoble. Mit Dufaux’ Rücktritt am 10. Juni 2006 folgte er diesem als Bischof von Grenoble nach.
Papst Franziskus ernannte ihn am 9. Dezember 2021 zum Erzbischof von Toulouse. Die Amtseinführung fand am 30. Januar des folgenden Jahres statt.